# 小大衛

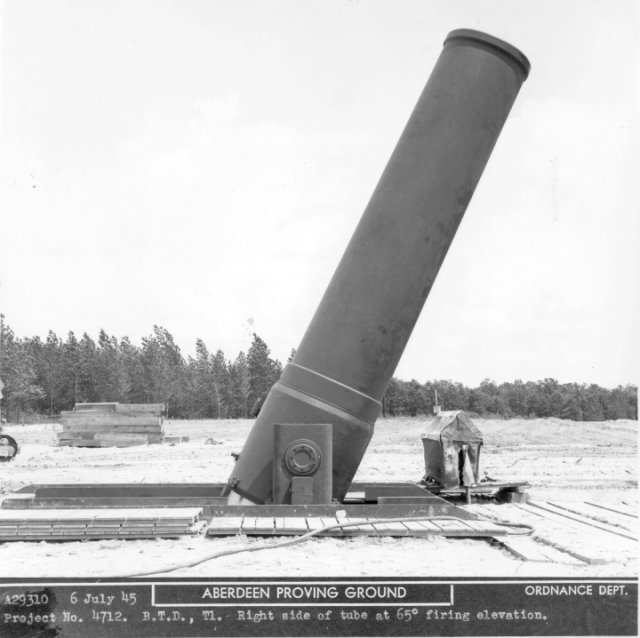
小大衛迫擊炮

小大衛（英語：Little David）是美國在二戰時使用來測試飛射炸彈的36吋（914 mm）口徑的迫擊炮戲稱。射程約為9~10公里，彈體重量約為1.6噸。在戰爭後期，美國預期會在日本本土遇到極強的防禦工事，所以小大衛被改造成為攻擊用迫擊炮。美國軍隊因日本投降而並未需要進攻日本本土，所以小大衛從來沒有實戰紀錄。在歷史上，小大衛還是口徑最大的大炮，比起德國的800 mm古斯塔夫超重型鐵道炮還要大上114 mm。此迫擊炮使用兩部M25拖拉車運送，因此比起古斯塔夫列車炮有著更高的機動性。小大衛只需要12小時就能夠進入發射狀態，遠比古斯塔夫鐵道炮所需的三天為短。不過因為發射時需要安裝在一個三合土戰壕裏面，因此并不属于可移动大炮。